# Burgella
Burgella — рід грибів. Назва вперше опублікована 2007 року.

## Класифікація
До роду Burgella відносять 2 види:
- Burgella flavoparmeliae
- Burgella lutea